# Rueda de Wartenberg

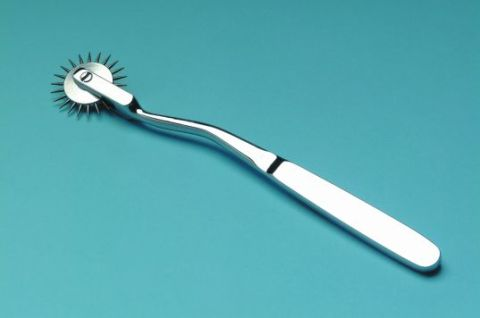
Una rueda de Wartenberg estándar.

La rueda de Wartenberg es un utensilio médico para uso neurológico. Fue diseñado originalmente por Robert Wartenberg para comprobar los reflejos nerviosos o sensibilidad fisiológica a los estímulos. Se emplea haciéndolo rodar sistemáticamente sobre la piel. Las ruedas de Wartenberg se fabrican habitualmente de acero inoxidable, con un mango de aproximadamente dieciocho centímetros. De la rueda central, que gira a medida que se desliza sobre la piel, sobresalen puntas finas y afiladas distribuidas a distancias regulares. Existe también una versión de plástico desechable. Debido a la posibilidad de contaminación por fluidos corporales, estos utensilios se emplean cada vez menos en la práctica médica.
La rueda de Wartenberg se emplea también como herramienta erótica en juegos de sensación BDSM.